# 基伦·珀金斯
基伦·约翰·珀金斯 OAM（英語：Kieren John Perkins，1973年8月14日—），澳大利亚前男子游泳运动员。他曾获得2枚奥林匹克运动会游泳比赛男子1500米自由泳金牌。他也曾获得三枚世界长池游泳锦标赛奖牌。

## 延伸阅读
- Carew, J., et al. (1997) "Kieren Perkins". Sydney, Pan Macmillan, ISBN 0-330-35866-9.